# 1920 en hockey sur glace
Cette page présente les éléments de hockey sur glace de l'année 1920, que ce soit d'un point de vue rencontres internationales ou championnats nationaux. Les grandes dates des différentes compétitions sont données ainsi que les décès de personnalités du hockey mondiale.

## Amérique du Nord

### Ligue nationale de hockey
- 31 janvier 1920 : Joe Malone, le Phantom des Bulldogs de Québec réalise l'exploit, encore inégalé aujourd'hui, de marquer 7 buts au cours d'un même match dans la LNH.
- Les Sénateurs d'Ottawa remportent la Coupe Stanley.

## Europe

### Allemagne
- Le Berliner Schlittschuhclub continue sa domination après la guerre et devient champion d'Allemagne pour la 4efois consécutive[1].

### France
- Coupe Magnus : CP Paris champion de France.

### Suisse
- HC Rosay Gstaad champion de Suisse (Ligue Internationale).
- HC Bellerive Vevey champion de Suisse (Ligue Nationale).

## International
- Jeux Olympiques : premier jeux pour le hockey sur glace[2]. Les Falcons de Winnipeg, représentants le Canada, remportent la médaille d'or.

## Autres Évènements

### Fondations de club
- SC Riessersee